# Ewelina Lisowska
Ewelina Lisowska   (Cerekwica, Lower Silesian Voivodeship, 23 d'agost de 1991), és una cantant, compositora i productora vocal polonesa.
Ha publicat quatre àlbums d'estudi en solitari: Aero-Plan (2013), Nowe Horyzonty (2014), Ponad Wszystko (2016) i Cztery (2018). Dos àlbums publicats per ella van arribar al capdamunt de la llista dels àlbums més comprats a Polònia. Va rebre dos discos d'or per la venda dels seus àlbums.
Guanyador de molts premis musicals, com els Eska Music Awards en les categories de Millor èxit ("W stronę słońca"), Millor debut i Millor artista en línia, 51st KFPP a Opole, Onet Super Premiere ("We mgle") o SuperJedynki. També va guanyar moltes nominacions, incl. als MTV Europe Music Awards 2013, TOPtrendy 2014 i Polsat Sopot Festival.
Va ser participant o convidada en diversos programes d'entreteniment, incl. va guanyar Dancing with the Stars i va guanyar el tercer lloc al programa Your Face Sounds Familiar. Va prestar la seva veu als personatges principals de les pel·lícules d'animació Justin and the Knights of Valor i Charming. Els materials de vídeo dels canals oficials d'Ewelina Lisowska a YouTube tenen més de 151 milions de visualitzacions. Des de novembre de 2018, publica materials a l'aplicació TikTok, on la veuen gairebé 500.000. usuaris, i va recollir un total de 6.5 milions de m'agrada sota els enregistraments.

## Biografia
És filla d'un pagès i d'una mestra de primària. Té tres germans petits, el germà Krzysztof i dues germanes, Aleksandra i Alicja. Nascuda a Cerekwica, Voivodat de la Baixa Silèsia, Lisowska es va graduar a la "Grażyna Bacewicz First Stage School of Music de Wrocław", en guitarra clàssica. Des de llavors, va ser la cantant principal de la banda de post-hardcore "Nurth" amb el nom artístic d'Evelynn Nurth. A més del cant melodiós, també fa servir el grunyit. El 2011, va participar al programa de talent "Mam Talent" (Got Talent) de TVN. El 2012, Lisowska va gravar un senzill internacional Communications Are Down amb una banda de metalcore de Texas/Nova York anomenada "Forever in Promise". Uns mesos després, va arribar a les semifinals de l'adaptació polonesa del segon format X Factor, inclosa l'emissió de televisió en directe TVN. Com a resultat, Lisowska va signar un contracte amb el segell musical HQT Music Group. El seu EP de debut, Ewelina Lisowska va ser llançat el 7 d'agost de 2012. El material va ser promogut per la cançó Nieodporny Rozum (Ment fràgil) que s'ha portat a terme en el vídeo musical dirigit per Dariusz Szermanowicz. El seu àlbum recent Aero-Plan va ser llançat el 7 de maig de 2013. El vídeo musical de Jutra nie będzie (There Will Be No Tomorrow) es va publicar a YouTube el 26 d'abril de 2013. És el tercer senzill d'Aero-Plan.
El 2016, va ser convidada al programa "Hell's Kitchen". A finals de juliol de 2016, va llançar el senzill Prosta Sprawa. La cançó va anunciar el següent àlbum d'estudi titulat Ponad Wszystko, que es va publicar el 4 de novembre de 2016. Els altres senzills que van promocionar l'àlbum van ser les cançons: Zatrzymaj się, Zrób to! i Niebo/Piekło.
El 14 de febrer, va llançar el senzill I'm Franky al qual va cantar els crèdits inicials. El 5 de juny de 2017, va presentar el vídeo musical de la cançó W sercu miasta. El 31 de desembre de 2017, va actuar a l'escenari durant la festa de Cap d'Any de TVN a Varsòvia, on va cantar els èxits Nieodporny rozum i W stronę słońca i va incloure Beautiful People, originalment cantada per Sia i Rihanna, i Chained to the Rhythm de Katy Perry. El 25 de maig de 2018, va llançar un vídeo per a la cançó T-shirt, que, juntament amb W sercu miasta - figurava al seu àlbum titulat Cztery, que es va estrenar el 22 de juny de 2018. A més, va prestar la seva veu a Cinderella a la pel·lícula d'animació Charming. El 31 de desembre, va actuar a l'"Stadion Śląski" de Chorzów durant el "New Any's Eve" amb Polsat, va interpretar la cançó de Lady Gaga Bad Romance i el seu èxit Prosta Sprawa i després va tocar un concert de Cap d'Any amb una banda a Częstochowa.
El 26 d'abril de 2019, va fer una aparició com a convidada al vuitè episodi de la novena edició de "Dancing with the Stars", cantant la cançó Shallow en un duet amb Danzel. El 13 de maig, juntament amb les seves germanes, va aparèixer a "Dzień Dobry TVN". El 2 de juny va oferir un concert a Lubartów, organitzat amb motiu del Dia de la Infància per la Fundació Polsat. El 6 de juny, va actuar a Opole al concert "No preguntis per Polònia" emès per TVP2. El 14 d'agost, va actuar a Sopot al concert "Top of The Top Sopot Festival" emès per TVN. El 20 de setembre, va aparèixer com a convidada musical durant el programa Gran Germà, que va ser emès per TVN 7, interpretant la cançó We will defeat the storm. A més, va aconseguir el tercer lloc a la final de la dotzena edició del programa "Your face sounds familiar", guanyant prèviament dos capítols del programa, en el qual interpretava a Justyna Steczkowska i Edyta Górniak. El 31 de desembre de 2019, va aparèixer a la nit de Cap d'Any a Varsòvia, que es va emetre a TVN, va interpretar els seus èxits.
A la primavera del 2020, va presentar un dels episodis de TVP1 "This was the year!", en què va cantar l'èxit de Nancy Sinatra These Boots Are Made For Walkin. El 16 de maig va publicar una pel·lícula com a part de la campanya "Hot16Challenge", per a la qual va ser nominada per Damian Ukeje, l'artista titulada la seva cançó de 16 línies Wodospady. El 5 de setembre va actuar a Opole al 57è Festival Nacional de Polish Song, interpretant una cançó del repertori de Danuta Rinn Where are these men. El 2 d'octubre va tenir lloc l'estrena del senzill i del videoclip Nie mogę zapomnieć, és el primer senzill llançat de manera independent, a part d'Universal Music. Polska. El 4 d'octubre, va aparèixer a "Bielsko-Biała a Pytanie" en un esmorzar, explicant la seva vida privada i els seus plans musicals. El 30 d'octubre, juntament amb la companyia Riot Games, va llançar un senzill, que és una adaptació polonesa de l'última banda sonora MORE relacionada amb "League of Legends". El 31 d'octubre va visitar l'estudi Dzień Dobry TVN on va presentar el seu darrer senzill Nie mogę zapomnieć i en una entrevista amb Marcin Prokop va explicar els seus futurs plans musicals. El 31 d'octubre va aparèixer com a músic convidada durant el programa "America da lubić", que va ser emesa per l'estació de TVP2, interpretant la cançó Redneck Woman. El 18 de desembre, va fer una aparició com a convidada a la cançó de Kaen Kwarantanna, per a la qual es va gravar un vídeo musical. El 18 de desembre es va emetre un episodi benèfic de Nadal del programa "Your face sounds familiar", en el qual Lisowska va cantar la cançó Pada śnieg a duet amb Krzysztof Antkowiak i el 15 de desembre va actuar al concert "Christmas Tale" a la Capella del castell al turó del castell a Lubin.
A finals de gener de 2021, durant uns dies, juntament amb Filip Chajzer, va dirigir el programa Allegro per a la Gran Orquestra de Caritat de Nadal, i ella mateixa va fer un concert a bord d'un helicòpter. El 7 d'agost, Lisowska va actuar al concert "Wakacyjne hity wszech czasów", que va ser emès per TVP2, interpretant la seva cançó W stronę słońca. Al setembre es va emetre a la plataforma Viaplay el programa "Fort Boyard", en el qual va participar la cantant. L'artista va anunciar que l'any vinent té previst publicar el cinquè àlbum d'estudi amb motiu del jubileu dels deu anys de presència a l'escena musical polonesa. A la tardor del 2021 es va unir a l'equip d'hoquei de la representació d'artistes polonesos. El 18 de novembre hi va haver, entre d'altres, amb la cançó Nie ufaj durant l'estrena a Hala Koszyki de Varsòvia. El 31 de desembre, Lisowska va actuar al concert polonès "Sylwester Szczęścia" a l'estadi de Silèsia, on va cantar, al seu torn, All Around The World, W Stronę Słońca, Freed from Desire i juntament amb Danzel va interpretar la cançó. Shallow.
El 14 de gener de 2022, juntament amb Kubańczyk i Ola Ciupa, va estrenar la banda sonora Wartości amb un videoclip que promocionava l'última pel·lícula de Patryk Vega. El 30 de gener va actuar en un centre comunitari de Bielsk Podlaski durant la 30a Final de la Gran Orquestra de Caritat de Nadal. L'1 de febrer, va aparèixer a l'estrena de la pel·lícula Love, Sex and Pandemic de Patryk Vega, per a la qual va gravar una cançó, que va presentar el 5 de febrer, juntament amb els Kubańczyk, per espectadors del programa Dzień Dobry TVN El 27 de maig, Lisowska va fer la gala final de Miss Polònia, la final de la qual es va emetre a TVP2.

## Nurth
Nurth va ser fundada l'any 2007 per Maciek "Jonson" Wiergowski. Lisowska va liderar la banda amb el nom artístic d'Evelynn Nurth. El 2009, van llançar el seu primer EP titulat Revolution. El 2010, van llançar el seu primer senzill titulat The Last Second Of Life, que va mostrar per primera vegada la tècnica de crits de Lisowska. La portada del senzill mostrava un nou logotip de Nurth en lletres vermelles amb un fons fosc. Van llançar el seu segon EP titulat Stay Away el 2011. L'art mostra un fons morat amb el mateix logotip de Nurth en lletres roses. L'obra d'art principal mostra el que sembla un forat amb una nena seguint un mussol a l'altre costat. L'última cançó coneguda associada a la banda és "Communications Are Down" de "Forever in Promise" que va incloure Lisowska sota el seu nom artístic Evelynn Nurth el 2012. Des d'aleshores no es va publicar cap altra cançó ni associada amb la banda.

## Discografia
Àlbums d'estudi
| Aero-Plan                                                                                   | - Alliberat: 7 Maig 2013 - Segell: HQT Music Group - Formats: CD, digital download           | 10 | - POL: 15,000+ | - POL: Gold |
| Nowe horyzonty                                                                              | - Alliberat: 28 Octubre 2014 - Segell: Universal Music Group - Formats: CD, digital download | 21 | - POL: 15,000+ | - POL: Gold |
| Ponad wszystko                                                                              | - Alliberat: 4 Novembre 2016 - Segell: Universal Music Group - Formats: CD, digital download | 44 |                |             |
| Cztery                                                                                      | - Alliberat: 22 Juny 2018 - Segell: Universal Music Group - Formats: CD, digital download    | —  |                |             |
| "—" denota un enregistrament que no es va publicar o no es va publicar en aquest territori. |                                                                                              |    |                |             |

Jocs estesos
| Títol            | EP detalls                                                                          |
| ---------------- | ----------------------------------------------------------------------------------- |
| Ewelina Lisowska | - Alliberat: 7 Agost 2012 - Segell: HQT Music Group - Formats: CD, digital download |

## Singles
| "Nieodporny rozum"                                                                          | 2012 | 1  | Ewelina Lisowska / Aero-Plan         |
| "W stronę słońca"                                                                           | 2012 | 1  | Aero-Plan                            |
| "Jutra nie będzie"                                                                          | 2013 | —  | Aero-Plan                            |
| "We mgle"                                                                                   | 2014 | —  | Nowe horyzonty                       |
| "Na obcy ląd"                                                                               | 2014 | 18 | Nowe horyzonty                       |
| "Nowe horyzonty"                                                                            | 2014 | —  | Nowe horyzonty                       |
| "Zatrzymaj się"                                                                             | 2015 | 20 | Ponad wszystko                       |
| "Prosta sprawa"                                                                             | 2016 | 10 | Ponad wszystko                       |
| "Zrób to!"                                                                                  | 2016 | —  | Ponad wszystko                       |
| „Niebo / Piekło (Jaro Remix)”                                                               | 2017 | —  | Ponad wszystko                       |
| „W sercu miasta"                                                                            | 2017 | —  | Cztery                               |
| „T-shirt"                                                                                   | 2018 | 21 | Cztery                               |
| „Tylko mój" (amb Marta Gałuszewska, Honorata Skarbek)                                       | 2018 | —  | Charming (soundtrack)                |
| „Nie mogę zapomnieć"                                                                        | 2020 | —  | encara desconegut                    |
| „More"                                                                                      | 2020 | —  | League of Legends (soundtrack)       |
| „Kwarantanna" (amb Kaen)                                                                    | 2020 | —  | Jason                                |
| „Wartości" (feat. Kubańczyk i DJ Slavic)                                                    | 2022 | —  | Miłość, seks & pandemia (soundtrack) |
| "—" denota un enregistrament que no es va publicar o no es va publicar en aquest territori. |      |    |                                      |